# Terapia pós-ciclo
Este artigo é sobre a terapia. Para o TPC - Trabalho Para Casa, veja Lição de casa.
A terapia pós-ciclo (TPC) é um regime dietético e de medicamentos feito por usuários de esteroides anabolizantes (AAS) para compensar e minimizar o hipogonadismo decorrente do uso do esteroides. O suposto objetivo é restaurar a produção endógena normal de hormônio sexual depois que o uso do anabolizante é cessado, minimizando efeitos colaterais, como atrofia testicular, diminuição da libido e depressão.
Quando os AAS são colocados no corpo masculino, fazem com que o corpo desligue sua própria produção de testosterona por meio do desligamento do eixo hipotalâmico-hipofisário-gonadal (HPGA). HCG é comumente usado durante e após ciclos de esteroides para manter e restaurar o tamanho testicular, bem como a produção normal de testosterona.
1. ↑  ocpaulo (30 de janeiro de 2022). «Anabolizantes: Disfunção Erétil, Falta de Libido e Infertilidade». Dr. Paulo Esteves. Consultado em 27 de setembro de 2022